# Sabine Sielke
Sabine Sielke (* 9. Februar 1959) ist eine deutsche Literatur- und Kulturwissenschaftlerin und seit 2001 Inhaberin des Lehrstuhls für die Literatur und Kultur Nordamerikas an der Rheinischen Friedrich-Wilhelms-Universität Bonn. Sie leitet dort das North American Studies Program und das German-Canadian Centre und ist Mitbegründerin des Zentrums für Kulturwissenschaft/Cultural Studies. Sie war mehrfach Fellow bzw. Associate am W. E. B. Du Bois Institute for African and African-American Studies der Harvard University, Mitglied des Advisory Board des Center for Modernist Studies, Zhejiang University, Hangzhou, China sowie assoziiertes Mitglied des Graduiertenkollegs „Life Sciences - Life Writing“ an der Universität Mainz. Ferner ist sie seit 2016 Vertrauensdozentin der Stiftung der Deutschen Wirtschaft.

## Biografie
Sabine Sielke hat an der Freien Universität Berlin und der Duke University Nordamerikastudien und Biologie studiert, u. a. an der Brandeis University und der Harvard University geforscht und am John F. Kennedy-Institut und am Szondi-Institut der FU Berlin sowie den Universitäten Hamburg, Lodz und Freiburg gelehrt. Ihre Dissertation erschien unter dem Titel Fashioning the Female Subject: The Intertextual Networking of Dickinson, Moore and Rich (University of Michigan Press, 1997), ihre Habilitationsschrift unter dem Titel Reading Rape: The Rhetoric of Sexual Violence in American Literature and Culture, 1790–1990 (Princeton University Press, 2002).

## Forschungsgebiete
Schwerpunkte der Arbeit und Expertise Sielkes sind die Bereiche Lyrik und Poetik, Literatur und Kultur der Moderne und Postmoderne, Literatur- und Kulturtheorie, Gender Studies, African American Studies, Cultural Studies, Kunst des 20. und 21. Jahrhunderts, Populärkultur sowie die Schnittstellen von Kulturwissenschaft und Naturwissenschaft, insbesondere Biologie und Neurowissenschaften.

## Veröffentlichungen (Auswahl)

### Monographien und Sammelbände
- Nostalgie: Imaginierte Zeit-Räume in globalen Medienkulturen / Nostalgia: Imagined Time-Spaces in Global Media Cultures. In collaboration with Björn Bosserhoff. Transcription 9. Frankfurt: Lang, 2017.
- Knowledge Landscapes North America. Ed. Christian Kloeckner, Simone Knewitz, and Sabine Sielke. Heidelberg: Winter, 2016.
- New York, New York! Urban Spaces, Dreamscapes, Contested Territories. Ed. Sabine Sielke. In collaboration with Björn Bosserhoff. Transcription 8. Frankfurt: Lang, 2015.
- American Studies Today: Recent Developments and Future Perspectives. Ed. Winfried Fluck, Erik Redling, Sabine Sielke, and Hubert Zapf. Heidelberg: Winter, 2014.
- Beyond 9/11: Transdisciplinary Perspectives on Twenty-First Century U.S. American Culture. Ed. Christian Kloeckner, Simone Knewitz, and Sabine Sielke. In collaboration with Björn Bosserhoff. Transcription 6. Frankfurt: Lang, 2013.
- Verschleierungstaktiken: Strategien von eingeschränkter Sichtbarkeit, Tarnung und Täuschung in Natur und Kultur. Ed. Anne-Rose Meyer and Sabine Sielke. Transcription 5. Frankfurt: Lang, 2011.
- Orient and Orientalisms in American Poetry and Poetics. Ed. Sabine Sielke and Christian Klöckner. Transcription 4. Frankfurt: Lang, 2009.
- The Body as Interface: Dialogues between the Disciplines. Ed. Sabine Sielke and Elisabeth Schäfer-Wünsche. Heidelberg: Winter, 2007.
- Gender Talks: Geschlechterforschung an der Universität Bonn. Ed. Sabine Sielke and Anke Ortlepp. In collaboration with Theresa Huber. Transcription 1. Frankfurt: Lang, 2006.
- Reading Rape: The Rhetoric of Sexual Violence in American Literature and Culture, 1790–1990. Princeton: Princeton University Press, 2002.
- Der 11. September 2001: Fragen, Folgen, Hintergründe. Ed. Sabine Sielke. Frankfurt: Lang, 2002.
- Making America: The Cultural Work of Literature. Ed. Susanne Rohr, Peter Schneck, and Sabine Sielke. Heidelberg: Winter, 2000.
- Engendering Manhood. Ed. Ulfried Reichardt and Sabine Sielke. Amerikastudien / American Studies 43.4 (1998).
- Fashioning the Female Subject: The Intertextual Networking of Dickinson, Moore and Rich. Ann Arbor: University of Michigan Press, 1997.

### Aufsätze (Auswahl)
- “‘Stronger Together’: The Seriality of Feminism, the Gender of Misogyny, and the ‘Case’ of Hillary Clinton.” Women and U.S. Politics: Historical and Contemporary Perspectives. Essays in Honor of Hans-Jürgen Grabbe. Ed. Julia Nitz and Axel R. Schäfer. Winter, Heidelberg 2020, S. 47-68.
- “Retro Aesthetics, Affect, and Nostalgia Effects in Recent US-American Cinema: The Cases of La La Land (2017) and The Shape of Water (2018).” Memory, Affect, and Cinema. Ed. Russell Kilbourn. Spec. issue of Arts (2019). doi:10.3390/arts8030087.
- “Der Mensch als ‘Gehirnmaschine’: Kognitionswissenschaft, visuelle Kultur, Subjekt-konzepte.” Die Maschine: Freund oder Feind? –Mensch und Technologie im digitalen Zeitalter. Ed. Caja Thimm and Thomas Christian Bächle. Springer VS, Berlin 2019, S. 41-65.
- “Ecotoning Inter- and Transdisciplinarity.” Projecting American Studies: Essays on Theory, Method, and Practice. Ed. Frank Kelleter and Alexander Starre. Winter, Heidelberg 2018, S. 207-222.
- “Genderdiskurse.” Sprache – Kultur – Kommunikation / Language – Culture – Communication: Ein internationales Handbuch zu Linguistik als Kulturwissenschaft / An International Handbook of Linguistics as a Cultural Discipline. Ed. Ludwig Jäger et al. De Gruyter, Berlin 2016, S. 600-607.
- “Judith Butler, Gender Trouble (1990).” race & sex: Eine Geschichte der Neuzeit. 49 Schlüsseltexte aus vier Jahrhunderten neu gelesen. Ed. Jürgen Martschukat and Olaf Stieglitz. Neofelis, Berlin 2016, S. 64-71.
- “‘Joy in Repetition’: The Significance of Seriality for Memory and (Re-)Mediation.” The Memory Effect: The Remediation of Memory in Literature and Film. Ed. Russell Kilbourn and Eleanor Ty. Waterloo: Wilfrid Laurier P, 2013, S. 37-50.
- “The Poetics of Presidency and the Promises of Change: Reading Barack Obama.” Obama and the Paradigm Shift: Measuring Change in the US and Germany. Ed. Birte Christ and Greta Olson. Winter, Heidelberg 2012, S. 267-286.
- “Zwischen Anpassung, Täuschung und Irritation, oder: Das Konzept der Mimikry in den Kulturwissenschaften – und wie es durch die Biologie herausgefordert wird.” Verschleierungstaktiken: Phänomene von Täuschung und eingeschränkter Sichtbarkeit in Natur und Kultur. Ed. Anne-Rose Meyer and Sabine Sielke. Transcription 5. Lang, Frankfurt 2011, S. 225-262.
- “Why ‘9/11 is [not] unique,’ or: Troping Trauma.” Trauma’s Continuum: September 11th Re-Considered. Ed. Andrew Gross and MaryAnn Snyder-Körber. Amerikastudien/American Studies (2011). S. 385-408.
- “Biology.” The Routledge Companion to Literature and Science. Ed. Bruce Clarke and Manuela Rossini. Routledge, London 2010, S. 29-40.
- “Re-cognizing American Studies, Remembering the Subject.” American Studies/Shifting Gears: a Publication of the DFG Research Network 'The Futures of (European) American Studies. Ed. Michael Butter, Birte Christ, Christian Klöckner, and Elisabeth Schäfer-Wünsche. Winter, Heidelberg 2010, S. 249-264.
- “Troping the Holocaust, Globalizing Trauma.” The Holocaust, Art, and Taboo: Transatlantic Exchanges on the Ethics and Aesthetics of Representation. Ed. Sophia Komor and Susanne Rohr. Winter, Heidelberg 2010, S. 227-247.
- “Different But Equal? Zur Politik des Multikulturalismus in den USA und Kanada.” Die multikulturelle Gesellschaft in der Sackgasse? Europäische, amerikanische und asiatische Perspektiven. Ed. Stefan Conermann. EB-Verlag, Hamburg 2009, S. 139-158.
- “Science into Narrative, or: Novelties of a Cultural Nature.” Literatur, Wissenschaft, Wissen seit der Epochenschwelle 1800. Ed. Thomas Klinkert and Monika Neuhofer. Spectrum Literaturwissenschaft. de Gruyter, Berlin 2008.
- “Memory, Intermediality, and the (Cognitive) Sciences: Re-Cognizing Cultural Studies.” American Studies as Media Studies. Ed. Frank Kelleter and Daniel Stein. Winter, Heidelberg 2008, S. 157-167.
- “‘The Brain – is wider than the Sky –’ or: Re-Cognizing Emily Dickinson.” Emily Dickinson Journal 17.1 (2008): S. 68-85.
- “‘Das Leiden anderer betrachten’: Demokratisierungsprozesse, Folter, Fotografie.” Die Unversehrtheit des Körpers: Theorie und Geschichte eines elementaren Menschenrechts. Ed. Sibylle Kalupner and Christoph Menke. Campus Wissenschaft, Frankfurt 2007, S. 150-165.
- “Theorizing American Studies: German Contributions to an Ongoing Debate.” Amerikastudien/American Studies 50.1/2 (2005): S. 53-98.
- “Das Ende der Ironie? Zum Verhältnis von Realem und Repräsentation zu Beginn des 21. Jahrhunderts.” Der 11. September 2001: Folgen, Fragen, Hintergründe. Ed. Sabine Sielke. Lang, Frankfurt 2002, S. 255-273.
- “Reading Cultural Practices, Re-Reading Race: History, Identity, and the Aesthetics of the United States Holocaust Memorial Museum.” Cultural Encounters: American Studies in the Age of Multiculturalism. Ed. Sonja Bahn and Mario Klarer. ZAA Studies 11 (2000): S. 81-102.